# Múlafossur
Múlafossur és una cascada de l'illa de Vágar, a les illes Fèroe. Té una caiguda de 30 metres directament a l'oceà Atlàntic. Es tracta de la part final del riu Dalsá, que flueix al llarg de la vall de Gásaladur. Aquesta vall es troba entre les dues muntanyes més altes de l'illa: l'Árnafjall (722 m) i l'Eysturtindur (715 m).
La cascada es troba a 11 km de l'aeroport de Vágar. Fins a la cascada s'hi arriba caminant des del poble de Gásadalur. També hi ha un aparcament a prop de la cascada. Des d'aquest pàrquing, s,hi arriba en 2 minuts a peu.